# Große Orgelsolomesse
Die Missa in honorem Beatissimae Virginis Mariae in Es-Dur (Hob. XXII:4), genannt Große Orgelsolomesse, ist eine Messkomposition von Joseph Haydn. Sie entstand wahrscheinlich 1770, denn Wasserzeichen auf dem Autograph entsprechen denen seiner Oper Le pescatrici von 1769 und außerdem sieht die Besetzung zwei Englischhörner vor und diese wurden von den Esterhazys erst 1770 erworben. Bemerkenswert ist der großangelegte, virtuose Orgelpart, den Haydn selbst bei der Aufführung übernahm. Auch die Verwendung des Englischhorns war eine Besonderheit, denn diese Instrumente konnten auch das tiefe Es spielen. So steht die Messe in Es-Dur.
Besetzung: Soloquartett, Chor, Englischhörner, Hörner, Streicher, Orgel (später zugefügt Trompeten und Pauken) 
Die Teile sind:
- Kyrie: Allegro moderato
- Gloria: Moderato – Andante – Allegro
- Credo: Vivace – Largo – Allegro – Presto
- Sanctus: Andante moderato – Allegro
- Benedictus: Moderato assai – Allegro
- Agnus Dei: Adagio – Presto